# ماركوس كورادو
ماركوس كورادو (بالإسبانية: Marcos Curado)‏ (9 مايو 1995 بمار دل بلاتا في الأرجنتين - ) هو لاعب كرة قدم أرجنتيني في مركز الدفاع. لعب مع أرسنال ساراندي.

## وصلات خارجية
- ماركوس كورادو على موقع قاعدة بيانات كرة القدم.إي يو (الإنجليزية)
- ماركوس كورادو على موقع قاعدة بيانات كرة القدم.إي يو (الإنجليزية)
- ماركوس كورادو على موقع Soccerway.com (الإنجليزية)